# Corsico
Corsico es una localidad y comune italiana de la provincia de Milán, región de Lombardía, con 33.881 habitantes.

## Evolución demográfica
| Gráfica de evolución demográfica de Corsico entre 1861 y 2001 |
|                                                               |
| Fuente ISTAT - elaboración gráfica de Wikipedia               |

## Ciudades hermanas
- Mataró